# 天野忠
天野 忠（あまの ただし、1909年6月18日 - 1993年10月28日）は、日本の詩人。

## 人物
京都府京都市出身。京都第一商業学校卒。職を転々としつつ詩を書き、1935年５月に山前実治、北川桃雄、田中忠雄らと同人誌｢リアル｣を創刊。1937年8月に｢リアル｣同人の一部が治安維持法違反で検挙され、その後は逼塞。戦後は出版社勤務、古書店経営等を経て、奈良女子大学付属図書館に職を得る。コルボウ詩話会、近江詩人会等を拠点に活動、1954年の「重たい手」で注目される。1974年の『天野忠詩集』で無限賞、1982年には『私有地』で読売文学賞、1986年には『続天野忠詩集』で毎日出版文化賞を受賞した。1993年10月28日、京都の自宅において多臓器不全のため死去。84歳没。戒名は忠恕大心居士。

## 詩集
- 聖書の時間 詩集 白鮑魚社 1930 野殿啓介・大沢孝共著
- 石と豹の傍にて 詩集 白鮑魚社 1932
- 肉身譜 詩集 丸善京都支店 1934
- 小牧歌 詩集 文童社 1950
- 重たい手 詩集 第一芸文社 1954
- 単純な生涯 詩集 コルボオ詩話会 1958
- クラスト氏のいんきな唄 文童社 1961 「動物園の珍しい動物」改題
- しずかな人しずかな部分 第一芸文社 1963
- 我が感傷的アンソロジイ 文童社 1968
- 昨日の眺め 第一芸文社 1969
- 孝子伝抄 文童社 1970
- 讃め歌抄 編集工房ノア 1979.5
- そよかぜの中 編集工房ノア 1980.8
- 私有地 編集工房ノア 1981.6
- 掌の上の灰 日に一度のほっこり 編集工房ノア 1982.8
- 古い動物 れんが書房新社 1983.6
- 夫婦の肖像 編集工房ノア 1983.9
- 天野忠詩集 土曜美術社 1983.11 (日本現代詩文庫)
- 続天野忠詩集 編集工房ノア 1986.6
- 天野忠詩集 思潮社 1986.7 (現代詩文庫)
- 長い夜の牧歌 老いについての50片 書肆山田 1987.6
- 木洩れ日拾い 編集工房ノア 1988.7
- 春の帽子 編集工房ノア 1993.2
- 耳たぶに吹く風 編集工房ノア 1994.10
- 草のそよぎ 編集工房ノア 1996.10
- うぐいすの練習 編集工房ノア 1998.2